# Crossover (música)
Crossover es un anglicismo que se puede traducir al español por fusión. Consiste en la creación de composiciones o arreglos que vinculan elementos de dos estilos de origen diferente o en combinar elementos de rítmicas y expresiones que por costumbre no suelen ir juntas en una misma composición (por ejemplo, reunir elementos de baladas con ritmos de baile).

## Tipos de crossover musical
- Crossover clásico: es un género musical consistente en combinar géneros musicales diversos con la música clásica o en mezclar idiomas en melodías clásicas.
  - Subgéneros

Fusión de canto lírico y música de cámara con música pop: Pópera - Pop operístico 
Los primeros artistas que iniciaron de algún modo estas fusiones de lo clásico con lo pop, sin ser en su momento catalogados como dentro del crossover, fueron músicos como el director español Luis Cobos en los 80 del siglo XX; También el tenor Mario Lanza un poco antes en los años 50.
Lo que en realidad detonó ya el crossover cómo género musical a nivel mundial fue el concierto de "Los 3 Tenores" en Roma en 1990, donde se pudieron apreciar distintos estilos de la música culta fuera de los Teatros con público masivo. 
El grupo Il Divo, desde sus orígenes en 2003, ha instaurando una revolución en la música clásica y en todo el panorama musical, legitimando un nuevo estilo musical pionero, denominado pop operístico o pópera, dentro del género de crossover clásico, lo mismo sucedió con otro grupo Il Volo.Urs Bühler, Sébastien Izambard, Carlos Marín y David Miller, fueron los precursores de un género musical totalmente nuevo, el cuarteto destaca entre otros, por su mezcla y fusión musical, el denominado crossover, una revolución dentro del puro género de la ópera debido a su combinación musical de ópera (canto lírico y música culta), con temas de distintos géneros, como la música latina, el pop, el folclore, la mamba, la música sacra, el bolero o el tango.
Fusión de canto lírico con varios idiomas
Sarah Brightman y Andrea Bocelli con la canción Time to Say Goodbye, donde se aprecia la combinación del inglés y el italiano, En México existen artistas como el Tenor Mauro Calderón incursionando en este género desde finales del siglo XX.
Fusión de música de cámara con rock
La mezcla de Scorpions al lado de la Orquesta Filarmónica de Berlín.
Existe gran diferencia entre este crossover y el género new age, aunque los dos tratan de combinar melodías: en el primero, se combina y adapta lo clásico y lo moderno; en el segundo, se mezclan sonidos no existentes y se los presenta a los oyentes. El surgimiento de este género provino de la necesidad de hacer llegar la música clásica de algunas óperas al público pop.
- Mezclas de heavy metal con punk o hardcore punk, el más conocido de los cuales es el crossover thrash, metalcore.

- Mezclas de blues con hip hop o reggae o soul o jazz.

- Mezclas de música étnica con estilos de pop o rock o heavy metal o hip hop.

- Mezclas de reggae con pop o rock o heavy metal o punk.

- Mezclas de rock o metal o hardcore o punk con rap o hip-hop. En este sentido, grupos precursores son Beastie Boys, Bad Brains, Urban Dance Squad, Stuck Mojo, Rage Against the Machine y Anthrax.  En ocasiones, se denomina rap rock, rapcore, rap metal. Estos elementos a veces están presentes en el llamado nu metal.

- Mezclas de electrónica con casi todos los géneros de música.

- Mezclas de rock, punk o heavy metal con funk. En ocasiones se denomina funk rock, funk metal o rock de fusión, este último un término español más amplio que abarca a grupos que, además de estos estilos, usan elementos de rock progresivo, rock psicodélico o incluso jazz, como Primus, Red Hot Chili Peppers, Fishbone o Faith No More.